# احتجاز وتخزين ثاني أكسيد الكربون وتخفيف آثار تغير المناخ
احتجاز وتخزين ثاني أكسيد الكربون هو أسلوب يستخدم لتقليل كمية الانبعاثات البشرية من ثاني أكسيد الكربون في الغلاف الجوي في محاولة للحد من آثار تغير المناخ العالمي. يمكن استخدام احتجاز ثاني أكسيد الكربون وتخزينه لتحقيق عدد من الأهداف المتعلقة بتخفيف آثار تغير المناخ، ومنها منع متوسط درجة الحرارة العالمية من الوصول إلى مستويات معينة فوق متوسط ما قبل التحول الصناعي. حددت اتفاقية باريس للمناخ في ديسمبر 2015 هدفًا بعدم تجاوز درجات الحرارة العالمية متوسط ما قبل الثورة الصناعية بأكثر من درجتين مئويتين، وأقرت بأن الدول ستساهم بمعدلات مختلفة للمساعدة في تحقيق هذا الهدف. جرى تحليل سيناريوهات ونماذج مناخية مختلفة بموجب اتفاقية باريس بحثًا عن أهداف مختلفة لدرجات الحرارة، وأُخذت بالحسبان مجموعة واسعة من الطرائق التي تساعد على تخفيف آثار تغير المناخ، بدءًا بهدف أن يكون متوسط درجات الحرارة العالمية أعلى من متوسط ما قبل الثورة الصناعية بأقل من درجتين مئويتين، وصولًا إلى حد أعلى، يكون فيه متوسط درجات الحرارة أعلى بدرجتين مئويتين تمامًا من متوسط ما قبل العصر الصناعي.
يُستخدم مصطلحا «احتجاز وتخزين ثاني أكسيد الكربون» و«احتجاز الكربون واستخدامه وتخزينه» غالبًا لوصف العملية ذاتها. الفرق بين المصطلحين هو «الاستخدام» المحدد لثاني أكسيد لكربون المحتجز، ويشير إلى استخدامه في تطبيقات أخرى، ومنها الاستخراج المحسن للنفط (إي أوه آر) أو صنع الوقود السائل أو تصنيع سلع استهلاكية مفيدة مثل البلاستيك. يركز كلا النهجين على احتجاز ثاني أكسيد الكربون المنبعث وتخزينه، سواء أكان ذلك تحت الأرض في التكوينات الجيولوجية أم عبر الاحتجاز طويل الأجل في المنتجات المادية، ويستخدم المصطلحان عادة لوصف العملية ذاتها.
يعد احتجاز ثاني أكسيد الكربون وتخزينه أساسًا لإسفين استقرار المناخ، وهو إجراء مقترح لتخفيف آثار تغير المناخ من خلال تقليل انبعاثات الكربون بنحو مليار طن على مدى 50 عامًا.

## احتجاز وتخزين ثاني أكسيد الكربون والنماذج المناخية المختلفة
يلعب احتجاز وتخزين ثاني أكسيد الكربون على نطاق واسع دورًا مهمًا جدًا في تحقيق استقرار المناخ. وفقا للهيئة الحكومية الدولية المعنية بتغير المناخ، قد تختلف أنماط انبعاثات الكربون بصورة كبيرة نتيجة عدم اليقين المصاحب لاستهلاك البشر للطاقة الكهربائية. يهدف احتجاز ثاني أكسيد الكربون وتخزينه بصورة أساسية إلى تأخير التحول من الوقود الأحفوري، ما يساعد على تقليل تكاليف التحول. سيكلف تطبيق التقنيات الافتراضية أكثر بنحو 29% إلى 297% على مدار القرن إن لم يجرِ الاعتماد على تقنيات احتجاز وتخزين ثاني أكسيد الكربون لسيناريو 430-480 جزء في المليون من غاز ثاني أكسيد الكربون في العام الواحد. تدعم اتفاقية باريس هدفًا بألا تزيد متوسطات درجة الحرارة عن درجتين مئويتين فوق درجات حرارة ما قبل التحول الصناعي. إن أردنا تحقيق الهدف في الوقت المناسب، علينا استخدام تقنية احتجاز ثاني أكسيد الكربون وتخزينه لتحقيق صافي انبعاثات صفرية بحلول 2060-2070. بعد 2060-2070، سيتعين على البشر تحقيق انبعاثات سلبية لإبقاء متوسطات درجة الحرارة دون درجتين مئويتين فوق درجات حرارة ما قبل الصناعة. تعتمد الاختلافات في الأساليب بصورة كبيرة على نموذج تغير المناخ المستخدم وأنماط استهلاك الطاقة المتوقعة. يتفق الخبراء على ضرورة تطبيق احتجاز ثاني أكسيد الكربون وتخزينه إن كنا نريد تخفيف آثار تغير المناخ.

## احتجاز وتخزين ثاني أكسيد الكربون وهدف 2.0 درجة مئوية
ظهر مفهوم 2.0 درجة مئوية في الاتحاد الأوروبي في عام 1996، إذ كان الهدف تقليل نطاق درجات الحرارة العالمية النسبية إلى مستويات ما قبل التحول الصناعي. يدل اتخاذ قرار نطاق درجتين مئويتين غالبًا على أن العديد من النظم البيئية معرضة للخطر إن تجاوز متوسط درجات الحرارة العالمية هذا الحد. من أجل الحد من الانبعاثات بشرية المنشأ، بصورة لا تتجاوز فيها متوسطات درجة الحرارة متوسطات درجات الحرارة بين 1861 و1880 بأكثر من درجتين مئويتين، يجب أن تكون انبعاثات الكربون محددة بنحو 1000 جيجا طن بحلول عام 2100 بدءًا من تلك الفترة. بحلول نهاية عام 2011، استنفد البشر نصف الميزانية بالفعل (445 جيجا طن من الكربون)، ما يعني الحاجة إلى ميزانية أقل.
قد يكون للمسار المميز، والذي يهدف إلى إبقاء متوسطات درجة الحرارة دون درجتين مئويتين فوق درجات حرارة ما قبل التحول الصناعي، مضاعفات. تكمن المشكلة الأولى في عدم وجود حلقات ردود فعل إيجابية في النماذج المناخية للهيئة الحكومية الدولية المعنية بتغير المناخ. تتضمن هذه الحلقات تقليل حجم الصفيحة الجليدية، ما يعني أن أشعة الشمس ستنعكس بصورة أقل، وستمتص البقع الداكنة من الأرض والماء كميات أكبر من الأشعة، والانطلاق المحتمل لغازات الدفيئة، والذي سينجم عن ذوبان التندرا. عمر ثاني أكسيد الكربون في الغلاف الجوي طويل جدًا، ما يعني ضرورة أخذ حلقات التغذية الراجعة الإيجابية هذه في الحسبان. يوجد عامل مهم آخر يجب أخذه في الحسبان، وهو أن سيناريو 2.0 درجة مئوية يتطلب الاستفادة من مصادر الوقود الأحفوري البديلة التي يصعب الحصول عليها. من الأمثلة على هذه الأساليب استغلال الرمال القطرانية (النفط الرملي) والصخر الزيتي والتصديع المائي للنفط والغاز واستخراج الفحم والحفر في القطب الشمالي وغابات الأمازون وأعماق المحيطات. لذلك، ينتج عن سيناريوهات 2.0 درجة مئوية إنتاج كميات أكبر من ثاني أكسيد الكربون لكل وحدة طاقة قابلة للاستخدام. بالإضافة إلى ذلك، يجب مراعاة خطر إطلاق كميات إضافية من الميثان بسبب عمليات التعدين.
تستند النماذج المختلفة إلى وقت حدوث ذروة انبعاثات الكربون على نطاق عالمي. يرى أحد المقالات المرتبطة بسيناريو 2.0 درجة مئوية ومستويات ما قبل التحول الصناعي أن النهج الممكنة هي قرارات متعلقة بالانبعاثات قصيرة الأجل وطويلة الأجل، بالإضافة إلى النظر في فعالية التكلفة المرتبطة بالحلول المختلفة للحد من انبعاثات الكربون. يجري تحديد الأهداف قصيرة المدى لقياس التقدم في اتجاه الوصول إلى الهدف المحدد لدرجة الحرارة. على المدى القصير، يجب أن تكون انبعاثات الكربون المسموح بها بين 41 و 55 جيجا طن من ثاني أكسيد الكربون في السنة. سيناريو 2.0 درجة مئوية على المدى القصير غير ممكن من دون آليات احتجاز وتخزين ثاني أكسيد الكربون.
يجب تقليل انبعاثات غازات الدفيئة اليوم بمقدار 7 جيجا طن من مكافئ الكربون كل عام بحلول عام 2050 لتحقيق هدف 2.0 درجة مئوية. يتطلب هذا توليد الطاقة بالاعتماد على احتجاز وتخزين ثاني أكسيد الكربون في 800 محطة طاقة تعمل بالفحم بسعة 1 جيجا واط، أو 180 محطة تعمل بوقود الفحم، أو مصانع غاز طبيعي تعمل بقدرة 1600 جيجا واط. في هذا السيناريو، يُخَفَّض إسفين واحد، أو 1 جيجا طن من الكربون، باستخدام آليات احتجاز ثاني أكسيد الكربون واستخدامه وتخزينه. تقدر تكلفة احتجاز ثاني أكسيد الكربون بنحو 500 دولار لكل طن. إذا كان الهدف من «2.0 درجة مئوية» تخزين ما مجموعه 7 جيجا طن من الكربون سنويًا، ستكون التكلفة الإجمالية اللازمة لتحقيق ذلك نحو 3.5 تريليون دولار أمريكي سنويًا. الطلب الاقتصادي اللازم لتحقيق هذا الهدف مرتفع. هذا المبلغ من المال يعادل الدخل القومي الإجمالي لدول مثل روسيا أو المملكة المتحدة، ويمثل 18% من الدخل القومي الإجمالي للولايات المتحدة الأمريكية لعام 2017 (19.61 تريليون دولار).